# Stane Indihar
Stane Indihar, slovenski matematik, * 9. avgust 1941, Žimarice, † 23. julij 2009, Maribor.

## Življenje in delo
Kot dijak gimnazije v Kočevju je aktivno sodeloval pri Matematično-fizikalnem listu, takrat osrednji jugoslovanski matematični reviji za dijake in študente, zato je bil študij matematike  naravno nadaljevanje njegovih zanimanj. Diplomiral je 1965 na ljubljanski Fakulteti za naravoslovje in tehnologijo. Po diplomi je takoj postal asistent na Fakulteti za strojništvo v Ljubljani. Leta 1970 se je zaposlil na tedanji Visoki ekonomsko-komercialni šoli v Mariboru (VEKŠ) ter leta 1971,  magistriral na Fakulteti za matematiko v Zagrebu. Leta 1975 je doktoriral na Univerzi v Ljubljani in dobil naziv doktor matematičnih ved. V naziv rednega profesorja za matematiko je bil na VEKŠ izvoljen leta 1985. Na VEKŠ oziroma kasnejši Ekonomsko-poslovni fakulteti v Mariboru je bil zaposlen vse do svoje upokojitve 2007.
Znanstvenoraziskovalno delo prof. Indiharja obsega širok spekter področij in dejavnosti. V povezavi z doktorsko disertacijo se je posvetil problemom matematičnega programiranja, najprej bilinearnega in nato multilinearnega. Z deli s tega področja se je že zgodaj uvrstil v mednarodni znanstveni prostor. Drugo področje njegovega znanstvenega dela se nanaša na problematiko ter analizo metod prognoziranja in njihovo kritično vrednotenje. S svojimi teoretičnimi izsledki je uspešno pokazal vpetost matematičnih metod v ekonomske probleme. Sam ali v soavtorstvu je napisal več učbenikov.